# Cophixalus pulchellus
Cophixalus pulchellus är en groddjursart som beskrevs av Kraus och Allison 2000. Cophixalus pulchellus ingår i släktet Cophixalus och familjen Microhylidae. IUCN kategoriserar arten globalt som otillräckligt studerad. Inga underarter finns listade i Catalogue of Life.